# Coquille (Oregon)
Coquille è una città degli Stati Uniti d'America situata nell'Oregon, nella Contea di Coos, della quale è anche il capoluogo.